# Manfred Schaefer (Fußballspieler)
Manfred Schaefer (auch: Manfred Schäfer; * 12. Februar 1943 in Pillau (Ostpreußen), Deutsches Reich; † 28. März 2023 in Sydney) war ein australischer Fußballspieler und -trainer. 1974 nahm der Abwehrspieler an der Weltmeisterschaft in Deutschland teil.

## Werdegang
Der gebürtige Deutsche, nach der Flucht aus Ostpreußen mit zwei Geschwistern in Quelkhorn südöstlich von Bremen aufgewachsen, wanderte Mitte der 1950er Jahre, als er elf Jahre alt war, mit seiner Familie nach Australien aus. Hauptberuflich belieferte er als Milchmann allmorgendlich Haushalte in seinem Vorort Cabramatta im Westen von Sydney mit frischer Milch und legte dabei enorme Strecken zu Fuß zurück, worauf seine exzellente Fitness zurückgeführt wurde.
Seine Fußballkarriere begann der kompromisslose Verteidiger 1960 beim Fußballclub in Blacktown City im Nordwesten von Sydney, für den er bis 1963 in der zweiten Division der Staatsliga von New South Wales spielte. Danach war er bis 1975 für den Verein St. George-Budapest aus dem Süden der Stadt aktiv. Dort spielte er an der Seite weiterer großer australischer Stars jener Ära wie Attila Abonyi und Johnny Warren. Er wurde mit dem Verein 1967, 1971, 1974 und 1975, vier Mal Meister von Neusüdwales, was in Ermangelung eines nationalen Meisterschaftswettbewerbes das höchste erreichbare Ziel war. Den letzten Titel gewann er dabei als Spielertrainer. 1964 und 1972 gewann er den Verbandspokal von Neusüdwales, und 1967, 1972 und 1975 das als Ampol Cup firmierende Vorsaisonturnier.
Seine erste Berufung in die australische Nationalmannschaft ereilte Schaefer im Jahr 1967. Insgesamt spielte er in 49 Länderspielen und erzielte ein Tor. Seine letzten internationalen Begegnungen bestritt er während der WM 1974 in Deutschland mit den Spielen der ersten Runde; in der Gruppe I spielte er gegen die Nationalmannschaften der DDR, Deutschlands und Chiles. In der deutschen Presse war die Heimkehr des „strohblonden, kantigen Abwehrhünen“ ein Hauptthema in der Vorberichterstattung zum Spiel Deutschland gegen Australien. Der Beendigung der internationalen Karriere folgte ein Jahr später das Ende auf nationaler Ebene.
Seither war Schaefer in Australien als Fußballtrainer tätig. Von 1975 bis 1977 trainierte er St. George-Budapest, zwischen 1982 und 1986 wurde er mit Sydney Olympic zweimal australischer Vizemeister. 1989 trainierte er Brunswick United in der Victorian Premier League, 1989 bis 1991 APIA Leichhardt in der National Soccer League und 1995 in der Staatsliga von Neusüdwales, sowie von 1992 bis 1994 Sydney United. Von 1995 bis 1997 war er bei den Marconi Stallions tätig und führte den Verein 1996 in das Finale der Meisterschaft, unterlag jedoch am 26. Mai im Olympic Park dem Melbourne Knights FC mit 1:2. In der Saison 1998/99 trainierte er die Adelaide Sharks und war von 2002 bis 2004 Assistenztrainer bei Parramatta Power.

## Sonstiges
Aus der Ehe mit seiner Frau Hannelore, die er in Melbourne kennengelernt hatte (ebenfalls deutscher Herkunft und ebenfalls Flüchtling aus dem Osten), gingen zwei Kinder hervor. Seine Tochter Kim, Polizistin in Neusüdwales und später bei der Bundespolizei, war Torhüterin und spielte 1989 und 1991 auch zweimal in der Nationalmannschaft, wenngleich nicht in offiziellen Länderspielen. Sein Sohn Peter (* 1977) hielt sich im Jahr 2000 in Deutschland auf und lebte in Düsseldorf.
Der allseits beliebte Manfred Schaefer starb im März 2023 im Alter von 80 Jahren in seinem Haus in Cabramatta.